# Skarpengland
Skarpengland är en tätort i Vennesla kommun i Agder fylke i södra Norge. Orten ligger där fylkesväg 454 möter riksväg 9. Den utgjorde tidigare centralort i dåvarande Øvrebø kommun i Vest-Agder fylke.